# Vitsi
Vitsi (in greco Βίτσι?; in macedone Вич?, Vič) è un ex comune della Grecia nella periferia della Macedonia occidentale di 1.473 abitanti secondo i dati del censimento 2001.
È stato soppresso a seguito della riforma amministrativa detta piano Kallikratis in vigore dal gennaio 2011 ed è ora compreso nel comune di Kastoria.

## Località
Vitsi è suddivisa nelle seguenti comunità:
- Sidirochori (Σιδηροχώρι)
- Foteini (Φωτεινή)
- Metamorfosi (Μεταμόρφωση)
- Toichio (Τοιχιό)
- Vyssinia (Βυσσινιά)
- Oxya (Οξυά)
- Polykerasos (Πολυκέρασος)
- Poimeniko (Ποιμενικό)